# Ishania absoluta
Ishania absoluta is een spinnensoort in de taxonomische indeling van de mierenjagers (Zodariidae).
Het dier behoort tot het geslacht Ishania. De wetenschappelijke naam van de soort werd voor het eerst geldig gepubliceerd in 1940 door Willis J. Gertsch & Louie Irby Davis.